# Rubia argyi
Rubia argyi é uma espécie de plantas com flor pertencente ao género Rubia, utilizada na Ásia como planta tintureira. Não está descrita qualquer subespécie no Catalogue of Life.